# Bouyon
Bouyon település Franciaországban, Alpes-Maritimes megyében. Lakosainak száma 550 fő (2022. január 1.). Bouyon Bézaudun-les-Alpes, Le Broc, Les Ferres és Gilette községekkel határos.

## Népesség
A település népességének változása:
| Lakosok száma | 157  | 229  | 243  | 436  | 485  | 494  | 538  | 554  | 548  | 550  |
|               | 1968 | 1982 | 1990 | 2006 | 2013 | 2015 | 2017 | 2019 | 2020 | 2022 |